# ビジャ・アレマーナ
ビジャ・アレマーナ（Villa Alemana）はチリ中部バルパライソ州マルガ・マルガ県にある都市である。1896年にイタリア人とドイツ人の移民によって創設された。グラン・バルパライーソ（Gran Valparaíso）エリア内にある。町の名前はスペイン語で「ドイツ人の町」を意味する。

## 歴史
ビジャ・アレマーナは、チリ国内の鉄道開発の初期に、鉄道を建設するために創設された街である。街が出来てビジャ・アレマーナと名付けられる前、このエリアは畑であった。小さなブドウ畑、多くの木々や花々、サンザシと呼ばれる植物が生えていた。
1894年11月8日、ビーニャ・ミラフローレス（Viña Miraflores）の名前で創設された。ドン・ブエナベントゥーラ・ホグラール（Don Buenaventura Joglar）によって所有されていた。彼は所有していた土地を区分けし、ビジャ・アレマーナと名づけた。
1918年1月5日、ビジャ・アレマーナはコムーナ（自治体）として創設された。しかし1928年にキルプエ (Quilpué) に組み入れられ、1933年6月7日に、再びキルプエから切り離され、ビジャ・アレマーナはコムーネと成った。

## 姉妹都市
- - ベツレヘム, パレスチナ自治政府